# مبدأ الامتداد الطبيعي
مبدأ الامتداد الطبيعي هو مفهوم قانوني تم تقديمه في المطالبات البحرية المقدمة إلى الأمم المتحدة. تشير العبارة إلى مفهوم الجغرافيا السياسية والقانون الدولي الذي ينص على أن الحدود البحرية للدولة يجب أن تعكس "الامتداد الطبيعي" للمكان الذي يصل فيه إقليمها البري بالساحل.
أصبحت الأوصاف المحيطية للكتلة الأرضية تحت المياه الساحلية متداخلة ومضطربة مع المعايير التي تعتبر ذات صلة بترسيم الحدود.  تم تطوير هذا المفهوم في عملية تسوية النزاعات إذا كانت حدود الدول المتجاورة تقع على جرف قاري متجاور.
إن المسألة التي لم يتم حلها هي ما إذا كان ينبغي تفسير الامتداد الطبيعي المحدد علميًا، دون الرجوع إلى المبادئ العادلة، على أنه "امتداد طبيعي" لغرض ترسيم الحدود البحرية أو النزاعات الحدودية البحرية. 

## تاريخ
تم تأسيس عبارة الامتداد الطبيعي كمفهوم في قضايا الجرف القاري لبحر الشمال في عام 1969. 
لقد تراجعت أهمية وضرورة هذا المبدأ كعامل في نزاعات واتفاقيات ترسيم الحدود خلال الفترة التي اتسع فيها القبول الدولي لاتفاقية الأمم المتحدة الثالثة لقانون البحار.
تُعَد قضية مالطا/ليبيا في عام 1985 بمثابة نهاية مبدأ الامتداد الطبيعي المستخدم في ترسيم الحدود البحرية الوطنية المتجاورة. 
وعلى نحو مماثل، وجهت قضيتا خليج البنغال في أوائل العقد الأول من القرن الحادي والعشرين (بنغلاديش ضد ميانمار) و(بنغلاديش ضد الهند) ضربة لمبدأ الإطالة الطبيعية كمبدأ توجيهي لترسيم حدود الجرف القاري على مسافة تزيد عن 200 ميل بحري وراء خطوط الأساس.